# Hypatopa rabio
Hypatopa rabio je nočni metulj iz družine Blastobasidae, ki so jo doslej našli le v Kostariki in je bila znanstveno opisana leta 2013.
Vešča ima rjava prednja krila, na katerih je nekaj svetlo rjavih in nekaj temno rjavih lusk, v dolžino pa merijo od 4,1 do 5,8 mm. Zadnja krila so prozorna in bledo rjave barve.

## Etimologija
Ime izvira iz latinske besede rabies (norost, divjanje).